# Rio Hondo (Californië)
De Rio Hondo (Spaans voor 'diepe rivier') is een rivier die door de Greater Los Angeles Area stroomt. Hij ontspringt aan de oostflank van de Mount Wilson bij het plaatsje Irwindale onder de naam Santa Anita Creek. Hij mondt uit in de Los Angeles River ter hoogte van South Gate. Tevens is dit riviertje, dat door de agglomeratie van Los Angeles stroomt, een van de belangrijkste zijrivieren van de Los Angeles River.